# Marina Raskova
Marina Mijáilovna Raskova (en ruso: Мари́на Миха́йловна Раско́ва; 15 de marzojul./ 28 de marzo de 1912greg. - 4 de enero de 1943) fue una famosa navegante aérea soviética que participó en la Segunda Guerra Mundial donde alcanzó el grado de mayor de la VVS, fue una de las primeras mujeres en recibir el título de Heroína de la Unión Soviética (1938). Así mismo, fue la principal impulsora de la creación de tres regimientos aéreos formados, inicialmente, únicamente por mujeres que llegaron a realizar aproximadamente 30 000 misiones en el Frente Oriental.

## Biografía
Marina Raskova (nacida Malínina) nació el 28 de marzo de 1912 en Moscú, Gobernación de Moscú en esa época parte del Imperio ruso, en el seno de una familia de clase media. Su padre era un instructor de canto y su madre profesora. A diferencia de la mayoría de aviadoras soviéticas, Marina no mostró inicialmente ningún interés por la aviación, haciéndose aviadora por mero accidente. Su familia deseaba que se dedicase a la música y llegara a ser cantante de ópera.

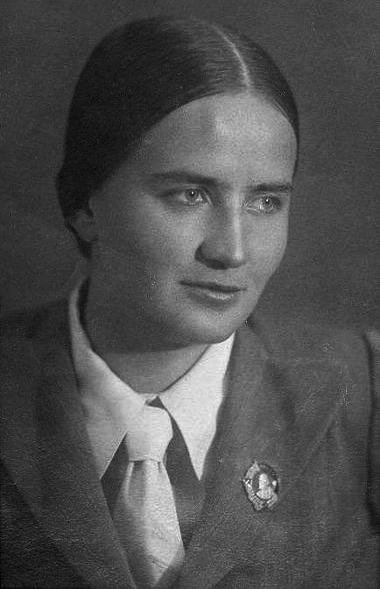
Marina Raskova en 1938

En octubre de 1919, cuando tenía siete años de edad, su padre falleció en un accidente. Continuó sus estudios de música en el Conservatorio de Moscú por un tiempo, pero en la escuela superior se dedicó al estudio de la química. Luego de graduarse en 1929, empezó a trabajar en una fábrica de pinturas. Se casó con un ingeniero, Serguéi Raskov, cambiando así su apellido a Raskova y en 1930 tuvo una hija a la que llamaron Tanya. Los años siguientes empezó a trabajar para la Fuerza Aérea como diseñadora.
Raskova se convirtió en navegante para la Fuerza Aérea Soviética en 1933, llegando a ser la primera mujer instructora en la Academia Aérea Zhukovskii al año siguiente. En 1935, se divorció. Como aviadora conquistó entre 1937 y 1938 varios récords en distancia de vuelo mientras se desempeñaba como instructora, lo que aumentó su prestigio. La más notoria de estas marcas fue el vuelo en un Túpolev ANT-37, un bombardero experimental de alta autonomía apodado «Rodina» (patria), el 24 y 25 de septiembre de 1938. Marina actuó como navegante en una tripulación integrada también por Polina Osipenko (copiloto) y Valentina Grizodúbova (comandante).
El objetivo era establecer un récord femenino de larga distancia de vuelo sin escalas, planificado para ir desde Moscú hasta Komsomolsk-on-Amur, al este de la Unión Soviética cerca del océano Pacífico. Al ser completado, el vuelo tuvo una duración de 26 horas y 29 minutos, sobre una distancia en línea recta de 5947 km y una distancia recorrida de 6450 km.
Sin embargo, el vuelo fue muy accidentado principalmente por las pésimas condiciones atmosféricas, el tiempo atmosférico de finales de septiembre resultaba impredecible, apenas habían recorrido sesenta kilómetros desde Moscú cuando las nubes les impidieran ver completamente el suelo. Con lo que tuvieron que realizar un vuelo a ciegas, guiándose únicamente por los instrumentos de vuelo, al llegar a los Urales tuvieron que ganar altura para evitar unas fuertes turbulencias lo que provocó que se les congelara la radio dejándolas incomunicadas con tierra. Al amanecer, cerca de la frontera con Manchuria, el aparato se quedó sin combustible viéndose obligada Raskova a lanzarse en paracaídas, ya que su puesto de navegante, al estar situado en el morro, era el más expuesto en caso de tener qué realizar un aterrizaje de emergencia.

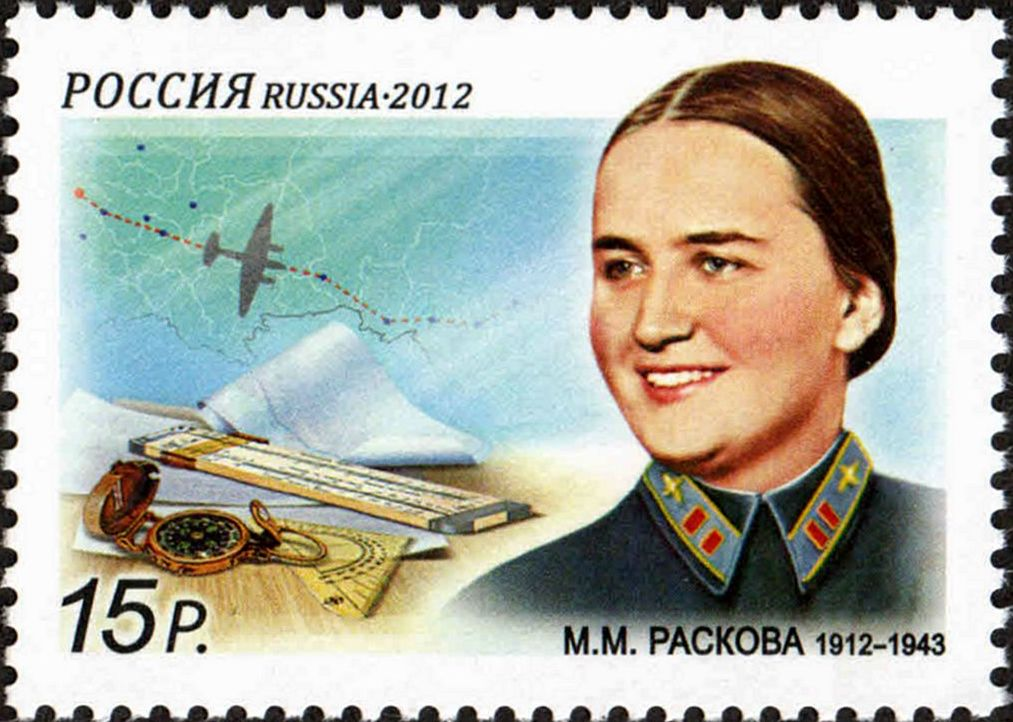
Sello de correos ruso de 2012 en honor del centenario del nacimiento de Marina Raskova, el sello reproduce la ruta del vuelo Moscú - Lejano Oriente, realizada en 1938

Tras aterrizar en mitad de la taiga, Raskova pasó diez días buscando el bombardero a través de la tupida vegetación, hasta que al final pudo localizar el avión en un barrizal casi intacto gracias a la extraordinaria pericia de la piloto Valentina. Posteriormente se salvó el avión ANT-37 "Rodina", se trasladó a Komsomolsk del Amur, donde estuvo en funcionamiento durante la Gran Guerra Patria.
El 2 de noviembre de 1938, a las tres integrantes de la tripulación les fue otorgada la distinción de Heroínas de la Unión Soviética, las primeras mujeres en recibirla y las únicas antes del estallido de la Segunda Guerra Mundial. Marina Raskova fue personalmente entrevistada por Stalin y recibió un puesto importante en la dirección del Partido Comunista, otorgándosela el grado de Mayor.
En 1939, la editorial Molodaya Gvardiya (guardia joven) publicó un libro de Marina Raskova titulado Zapiski shtúrmana («Notas de una navegante»), que se convirtió en el libro favorito de millones de mujeres de la Unión Soviética. En este libro Raskova cuenta de una forma muy detallada todas sus aventuras en la taiga así cómo conoció a Valentina Grizodúbova.

## Segunda Guerra Mundial
Al inicio de la Segunda Guerra Mundial, existían en la Unión Soviética numerosas mujeres entrenadas como navegantes y pilotos por clubes de vuelo, escuelas de la Flota Aérea Civil y Osoviakhim. Se le acredita a Raskova, que valiéndose de sus conexiones con Stalin, convenció al Cuartel General del Mando Supremo (orden de la NKO URSS N.º 0099 del 10/08/41) para organizar tres regimientos aéreos conformados únicamente por mujeres. Esta unidad militar fue denominada temporalmente 122.º Cuerpo de Aviación mientras recibía entrenamiento en la ciudad de Engels, al este de Moscú. Una vez concluido su entrenamiento, los tres regimientos recibieron las siguientes denominaciones:
El 586.º Regimiento de Combate Aéreo (586 IAP/PVO): esta unidad fue la primera en participar en el conflicto (16 de abril de 1942). Estaba equipado con aviones Yak-1, Yak-7B y Yak-9, llegando a realizar 4419 misiones, derribando 38 aeronaves enemigas en 125 combates aéreos. Las comandantes fueron Tamara Kazárinova y Aleksandr Grídnev.
588.º Regimiento de Bombarderos Nocturnos, (más tarde rebautizado como 46.º Regimiento Aéreo de Bombarderos Nocturnos de la Guardia Taman): es el mejor conocido de los tres regimientos y fue comandado por Yevdokía Bershánskai. El regimiento voló alrededor de 24 000 misiones al final de la guerra, y 24 de sus integrantes recibieron la distinción de Heroínas de la Unión Soviética. El regimiento estaba dotado de Polikarpov Po-2, un biplano anticuado. Los alemanes fueron, sin embargo, quienes le asignaron el nombre de brujas nocturnas (die Nachthexen), siendo el único de los tres regimientos integrados exclusivamente por mujeres hasta el final de la guerra.

Nos era simplemente incomprensible que los pilotos soviéticos que nos daban tantos problemas eran, de hecho,... mujeres. Estas mujeres no le temían a nada: venían noche tras noche, en sus destartalados aviones (Polikarpov U-2), impidiéndonos dormir…
 Johannes Steinhoff

587.º Regimiento Aéreo de Bombarderos (587 BAP), (más tarde rebautizado como 125.º Regimiento Aéreo de Bombarderos de la Guardia): Marina Raskova fue la comandante de esta unidad hasta su muerte en un accidente aéreo en 1943, junto a toda su tripulación, mientras pilotaba otros dos Petlyakovs Pe-2 a su sitio de operación cerca de Stalingrado, después de lo cual la unidad le fue encomendada a Valentín Márkov. Esta unidad inició su servicio como el 587.º Regimiento Aéreo de Bombarderos (587 BAP) hasta que le fue dada su designación definitiva en septiembre de 1943. Inicialmente, el regimiento estaba equipado con aviones Sukhoi Su-2 obsoletos, ya fuera de producción. Para resolver el problema del rearme del regimiento, Marina Raskova acudió al Comisario del Pueblo de la Industria de la Aviación Alexéi Shajurin. Pronto, el regimiento fue uno de los primeros en recibir el último bombardero ligero Petliakov Pe-2, los primeros 20 de los cuales llegaron a la unidad en julio de 1942, mientras que muchas unidades masculinas usaban aparatos obsoletos, lo cual generó mucho resentimiento. La unidad participó en 1134 misiones aéreas, arrojando al menos 980 toneladas de bombas. Cinco de sus integrantes fueron condecoradas como Héroe de la Unión Soviética.

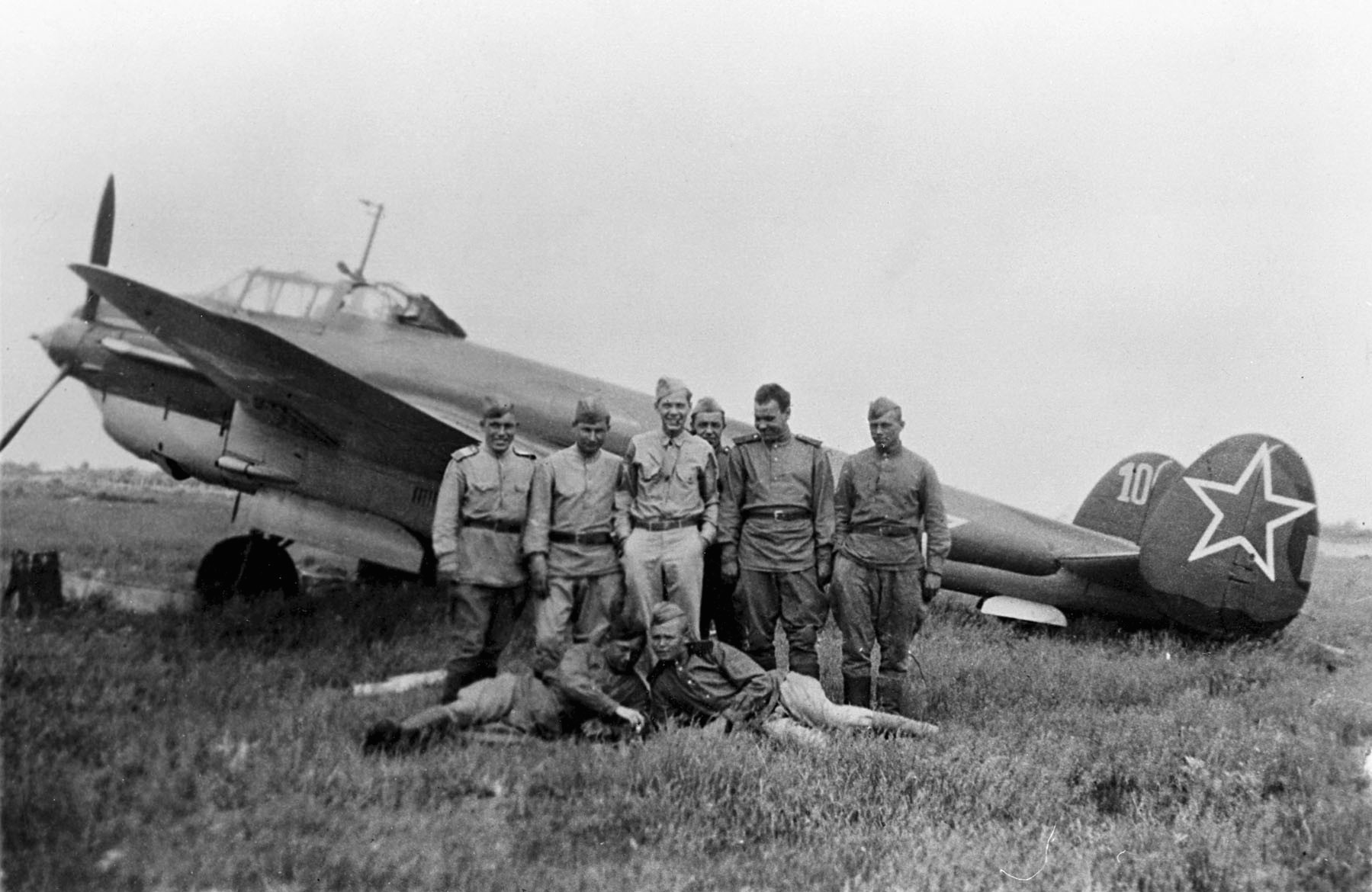
Pilotos rusos y su tripulación de tierra posan frente a un bombardero ligero Pe-2 en Poltava, junio de 1944. Marina Raskova murió accidentalmente en uno de estos aparatos, mientras volaba cerca de Stalingrado

## Muerte
El 4 de enero de 1943, Marina Raskova volaba un bombardero ligero Petliakov Pe-2 cuando una súbita tormenta de nieve desatada en el área del Volga cerca de Stalingrado hizo que el aparato se viniera abajo, estrellándose e incendiándose en un banco en la orilla occidental de este río. Toda la tripulación falleció (incluyendo a Raskova), siendo declarados muertos en acción.
Sus cenizas fueron enterradas en la Necrópolis de la Muralla del Kremlin, en Moscú, junto a las de Polina Osipenko. Se le otorgó póstumamente la Orden de la Guerra Patria. Un barco estadounidense, Ironclad, (botado como Mystic en abril de 1919) que había participado en el Convoy PQ 17 fue transferido a propiedad soviética y rebautizado como SS Marina Raskova en junio de 1943.
Una calle lleva su nombre en Moscú y Kazán, así como una plaza en Moscú, algunas escuelas y destacamentos de Jóvenes Pioneros. Había un busto de ella en la Escuela Superior de Pilotos de Aviación Militar "M.M. Raskova" en Tambov, pero esa escuela dejó de funcionar en 1997.

## Condecoraciones

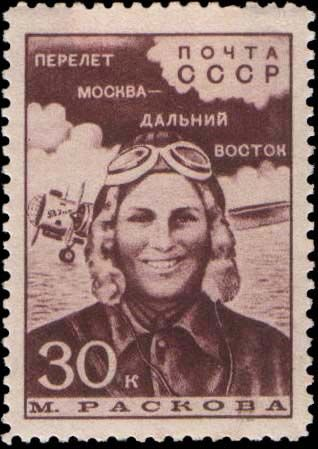
Sello soviético de 1939 en honor a Raskova

A lo largo de su vida Marina Raskova recibió las siguientes medallas soviéticas:
- Héroe de la Unión Soviética (N.º 106; 1938)
- Orden de Lenin, dos veces (1938,1938)
- Orden de la Guerra Patria (1944)[13]
- Medalla por el Servicio de Combate
- Medalla del 20.º Aniversario del Ejército Rojo de Obreros y Campesinos
- Oficial Honorario de Seguridad del Estado (1940)